# 張瀚 (弘治進士)
張瀚（1462年—？），字克容，山東東昌府博平縣人，民籍，明朝政治人物。

## 生平
弘治二年（1489年）己酉科山東鄉試第六十三名舉人，三年（1490年）聯捷庚戌科會試第二百一名，三甲第一百二十名進士。任戶部郎中，正德四年（1509年）七月升湖廣布政使司右參議，嘉靖元年（1522年）任襄陽府知府。

## 家族
曾祖張名友；祖父張志剛；父張斌，典史。母孫氏。具庆下，弟张潮。